# Eduardo Noriega
Eduardo Noriega Gómez (Santander, 1 augustus 1973) is een Spaans acteur. Hij speelde hoofdrollen in onder meer El espinazo del diablo, Tesis en Abre los ojos. In laatstgenoemde film speelde hij de rol die Tom Cruise later speelde in de Amerikaanse remake Vanilla Sky.
Noriega is de jongste van zeven zonen van een Mexicaanse vader en een Spaanse moeder. Na in 1995 zijn filmdebuut gemaakt te hebben, brak hij een jaar later door als Bosco in Alejandro Amenábars op snuff-films gebaseerde thriller Tesis. De regisseur was dermate tevreden over Noriega dat hij hem een jaar later opnieuw een hoofdrol liet spelen in Abre los ojos, dat internationaal een hit werd als Open Your Eyes en waarvan in 2001 een Engelstalige remake werd gemaakt onder de titel Vanilla Sky.

## Filmografie

### Film
Uitgezonderd korte films en televisiefilms.
- Biblioteca Nacional de España: XX1288134
- Bibliothèque nationale de France: cb140383185 (data)
- Catàleg d'autoritats de noms i títols de Catalunya: 981058530464306706
- Gemeinsame Normdatei: 136743757
- International Standard Name Identifier: 0000 0001 1476 6953
- Library of Congress Control Number: nr99011601
- Nationale Bibliotheek van Tsjechië: xx0062910
- Nationale Bibliotheek van Israël: 987007605502305171
- Nederlandse Thesaurus van Auteursnamen: 229540163
- Système universitaire de documentation: 083440224
- Virtual International Authority File: 85706981
- WorldCat: E39PBJvCWfRF6R36qdkcywG8md